# Le Mesnil-Auzouf
Le Mesnil-Auzouf är en kommun i departementet Calvados i regionen Normandie i norra Frankrike. Kommunen ligger i kantonen Aunay-sur-Odon som ligger i arrondissementet Vire. År 2018 hade Le Mesnil-Auzouf 362 invånare.

## Befolkningsutveckling
Antalet invånare i kommunen Le Mesnil-Auzouf
Referens:INSEE